# معركة أوستيا

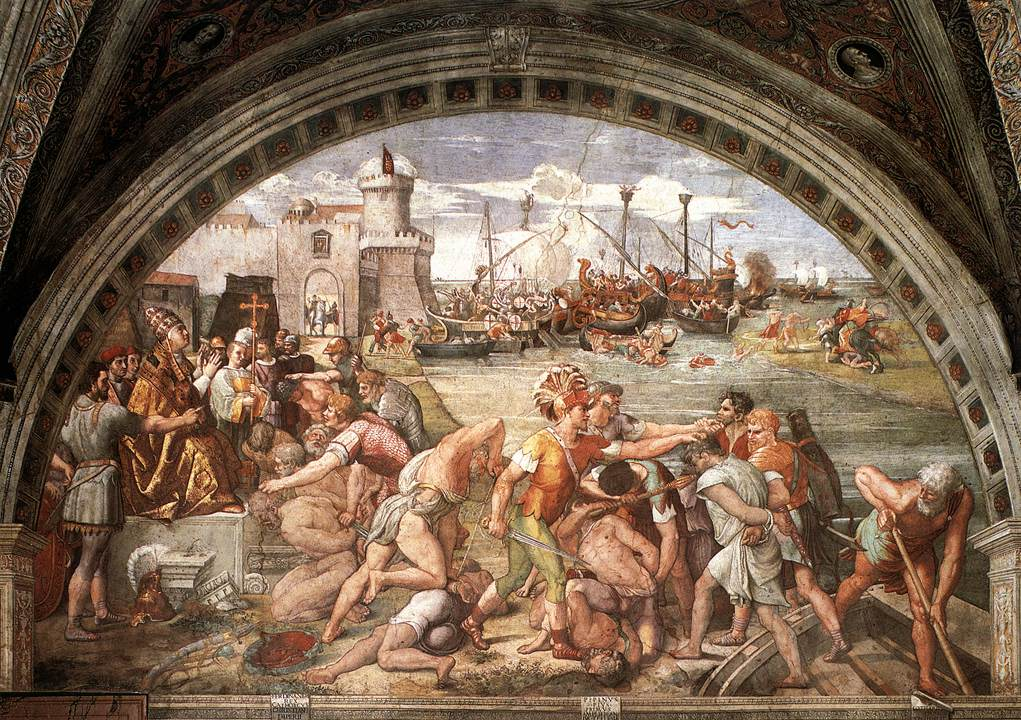
معركة أوستيا بريشة رفائيل.

دارت معركة أوستيا البحرية في أوستيا عام 849 بين بعض سفن المسلمين (جهاد بحري من الأغالبة من وجهة نظر العالم الاسلامي وقرصنة من الجهة المسيحية) وأسطول من تحالف يضم الدولة البابوية ونابولي وأمالفي وجيتا. انتهى الاشتباك بانتصار العصبة الإيطالية. هي إحدى الأحداث القليلة التي تعيش في الذاكرة الإيطالية من جنوب البلاد حتى يومنا هذا من القرن التاسع؛ وهو ما يعود إلى حد كبير إلى الجدران التي سميت تيمنًا بليو وإلى لوحة النهضة باتاليا دي أوستيا بريشة رفائيل.